# Franz Watzel
Franz Watzel (5. února 1798 – květen 1856 Vrchlabí) byl český a rakouský politik německé národnosti, během revolučního roku 1848 poslanec Říšského sněmu, starosta Vrchlabí.

## Biografie
Během revolučního roku 1848 se zapojil do politického dění. Byl tehdy starostou města Vrchlabí. Působil zároveň jako náčelník národní gardy ve Vrchlabí.
Ve volbách roku 1848 byl zvolen na rakouský ústavodárný Říšský sněm. Zastupoval volební obvod Vrchlabí. Uvádí se jako starosta. Patřil ke sněmovní levici. Na sněmu se zapojil do debat okolo zrušení poddanství a finančním vyrovnání v jeho důsledku.
Zemřel v květnu 1856.